# Johann Gotthelf Lindner
Johann Gotthelf Lindner (* 11. September 1729 in Schmolsin bei Stolp in Hinterpommern; † 29. März 1776 in Königsberg i. Pr.) war ein deutscher Hochschullehrer und Schriftsteller in der Zeit der Aufklärung.

## Herkunft
Seine Eltern waren der Konsistorialrat Georg Friedrich Lindner (1701–1747) und dessen Ehefrau Auguste Angelika Zeisich († 18. Mai 1784). Er war der ältere Bruder des Mediziners Ehregott Friedrich Lindner (1733–1816), der ebenfalls in Schmolsin geboren wurde, und des in Königsberg geborenen Arztes und Theologen Gottlob Immanuel Lindner (1734–1818).

## Leben
Lindner hatte an der Albertus-Universität Königsberg Evangelische Theologie und Philosophie belegt und dort sein Studium 1749 als  Magister der Philosophie abgeschlossen. Ab 1749 war er Rektor und Inspektor der Domschule in Riga. Ab 1765 war er ordentlicher Professor der Dichtkunst an der Albertina. Nachdem er 1773 zum Dr. theol. promoviert worden war, wurde er 1775 zum Kirchen- und Schulrat ernannt. 
Lindner war in Königsberg eine zentrale Figur der Königlichen Deutschen Gesellschaft (Königsberg) und gehörte dem engeren Kreis der Aufklärer Johann Georg Hamann, Theodor Gottfried von Hippel und Immanuel Kant an. Außerdem war er Mitglied der Königsberger Freimaurerloge Zu den drei Kronen. Er publizierte seine poetischen Schriften  unter anderem im Rigischen Anzeiger und in der Gelehrten und politischen Zeitung in Königsberg. Er verfasste auch Schuldramen.

## Familie
Er heiratete 1754 Marianne Courtan († 1764), eine Schwester des Kaufmanns Pierre Jeremie Courtan.

## Werke (Auswahl)
- Lehrbuch der schönen Wissenschaften, insbesondere der Prosa und Poesie. 2 Bände, 1767/1768. 1. Band, Königsberg und Leipzig 1767 (Volltext ohne gefaltete Seiten).
- Kurzer Inbegriff der Ästhetik, Redekunst und Dichtkunst. 2 Bände, 1771/1772.
- De eo,  quod est poeticum in Sacra Scriptura. Inauguraldissertation 1773, 47 Seiten (Volltext).
- Abhandlung von der Sprache überhaupt, und insbesondre eines Landes, nebst einer Sammlung einiger Liefländischen Provinzialwörter und Ausdrücke. In: Beitrag zu Schulhandlungen. Königsberg 1762, S. 207–256.